# Atletski triatlon na Olimpijskim igrama
Osvajači olimpijskih medalja u atletici za muškarce u disciplini atletski triatlon, koja se našla u programu Igara samo jedanput, prikazani su u donjoj tablici. 
Atletski triatlon se sastojao od disciplina: bacanje kugle, skok u dalj, sprint na 100 jardi. Rezultati su izraženi u bodovima.
| Olimpijske igre | Zlato              | Zlato | Srebro           | Srebro | Bronca             | Bronca |
| St. Loius 1904. | Max Emmerich (SAD) | 35.7  | John Grieb (SAD) | 34.0   | William Merz (SAD) | 33.90  |